# Mathias Kittel
Mathias Kittel (* 1961) ist ein ehemaliger deutscher Radrennfahrer.

## Sportliche Laufbahn
Kittel war in der DDR aktiv. Er startete für den SC Turbine Erfurt.
Kittel bestritt für die Nationalmannschaft 1981, 1982 und 1983 die Polen-Rundfahrt. 1982 gewann Kittel zwei Etappen sowie die Punktewertung und belegte den 10. Gesamtrang. Im Lausitz-Cup wurde er 1980 Zweiter. 1981 siegte er im traditionsreichen Eintagesrennen Berlin–Angermünde–Berlin. Im Rumänien-Cup 1983 holte er den Gesamtsieg und einen Etappensieg.
In der DDR-Rundfahrt schied er 1980 aus, 1982 kam er auf den 18. Platz, 1983 wurde er 19. der Gesamtwertung. In der Oder-Rundfahrt 1983 wurde er Dritter hinter dem Sieger Dieter Stein. Im Etappenrennen Sofia–Warna holte er zwei Tageserfolge.
Im Bahnradsport gewann er mit Matthias Lendt bei den Winterbahnmeisterschaften 1983 die Silbermedaille im Zweier-Mannschaftsfahren. Mit Jörg Windorf als Partner gewann er mehrere Wettbewerbe auf der Radrennbahn der Werner-Seelenbinder-Halle in Berlin. 1985 beendete er seine Laufbahn im SC Turbine Erfurt.

## Familiäres
Seine Söhne Marcel Kittel (mehrfacher Etappensieger in der Tour de France) und Martin Kittel waren ebenfalls Radrennfahrer.

## Anmerkung
Zum Vornamen gibt es die unterschiedlichen Schreibweisen Mathias und Matthias, siehe Weblinks und Einzelnachweise.